# Agromyza megaepistoma
Agromyza megaepistoma este o specie de muște din genul Agromyza, familia Agromyzidae, descrisă de Mitsuhiro Sasakawa în anul 2005.
Este endemică în El Salvador. Conform Catalogue of Life specia Agromyza megaepistoma nu are subspecii cunoscute.